# Лъв III (папа)
Вижте пояснителната страница за други личности с името Лъв III.
Свети Лъв III (неизв. – 12 юни 816) е римски папа от 795 г. до 816 г.
Лъв предизвиква недоволството на благородниците и през април 799 г. е нападнат.
| „ | Като нанесоха тежки оскърбления на първосветителя папа Лъв, извадиха му очите и му отрязаха езика, римляните го принудиха да търси помощта на краля | “ |

Успява да избяга и да стигне до Карл Велики, който не признава отстраняването му.
Опозицията в Рим изпраща пратеници, които да изложат тяхната позиция. Алкуин, съветник на Карл Велики, заявява, че никоя земна власт не може да съди папата и Лъв е върнат обратно в Рим.
Самият Карл Велики отива в Рим през ноември 800 г. и на 1 декември провежда съвещание с представители на двете страни. На 23 декември Лъв се заклева, че е невинен по обвиненията, които му отправят, и неговите опоненти са изпратени в изгнание. Два дни по-късно той коронова Карл Велики за пръв император на Свещената Римска империя. Карл Велики продължава да се намесва в работите на църквата, но невинаги успешно.
Лъв помага за възстановяването на престола на краля на Нортумбрия, Еардулф, и разрешава различни спорове между архиепископите на Йорк и Кентърбъри.